# Seth, Segeberg
Seth là một đô thị ở huyện Segeberg, bang Schleswig-Holstein Segeberg, ở bang Schleswig-Holstein, Đức. Đô thị Seth, Segeberg có diện tích 10,55 km², dân số thời điểm ngày 31 tháng 12 năm 2006 là 1975 người.